# Hemiberlesia palmae
Hemiberlesia palmae är en insektsart som först beskrevs av Cockerell 1893.  Hemiberlesia palmae ingår i släktet Hemiberlesia och familjen pansarsköldlöss. Inga underarter finns listade i Catalogue of Life.